# Eugenio Arbones Castellanzuelo
Eugenio Arbones Castellanzuelo (Ponteareas, 1884 - Puxeiros, Mos, 14 de setembre de 1936) va ser un metge i polític socialista gallec, assassinat pels revoltats al començament de la Guerra Civil.

## Biografia
Ginecòleg de professió, treballà com a metge municipal de l'ajuntament de Vigo i va ser vicepresident del PSOE de Vigo entre 1923 i 1930 i diputat a les eleccions de 1931 per la província de Pontevedra. Per la seva sensibilitat a les idees republicanes, va participar en la campanya antiforista. Al produir-se la revolta que va donar lloc a la Guerra Civil, va ser detingut tot i que era retirar de la política. En una saca de presos fou assassinat el 14 de setembre del mateix any pels falangistes a Cabral al costat del també metge Adolfo Morgado Pazos; el cap de Telègrafs de Vigo, Luis Bilbatua Zubeldia; Marcial Araujo Conde, militant comunista; Segundo Echegaray García; l'oficial de presons Abraham Muñoz Arconada i el comerciant de peix i militant de l'ORGA Inocencio Taboada Montoto.